# Шевченкове (Великодимерська селищна громада)
Шевче́нкове — село в Україні, у Великодимерській селищній громаді Броварського району Київської області. 
В Шевченковому проживає 3244 особи. Загальна площа землі в адміністративних межах колишньої Шевченківської сільської ради — 1838,9 га (4430 тис. м).

## Історія
Шевченкове — одне з наймолодших поселень Броварського району. Засноване у 1868 році — у зв'язку з будівництвом залізниці Курськ — Київ, як основна залізнична станція Остерського повіту. Свою назву станція отримала за назвою найближчого села Бобрик, яке вже існувало з 1622 року. Станція Бобрик тривалий час забезпечувала вихід на залізницю великим селам-містечкам Димерці, Гоголеву, Семиполкам. Це був транспортний вузол, через станцію відбувався вивіз товару й інтенсивний пасажирський рух. У 1961 році село, що виросло біля станції отримало назву Шевченкове. 
Під час Української революції село не раз опинялось в центрі буремних подій. На станції Бобрик поблизу села, у січні 1918 року перебував штаб Гайдамацького коша Слобідської України на чолі з Симоном Петлюрою. Саме на станції Бобрик Симон Петлюра дав клятву до останнього боротися за незалежність України, дізнавшись про події бою під Крутами у січні 1918 року. Відступаючи після бою під Крутами, 24 юнкери Костянтинівського військового училища залізницею доїхали до станції Бобрик, частина залишилася розібрати рейки, аби більшість мала змогу відірватися від переслідувачів. Інша частина невеликим загоном пішки через село Семиполки дісталася Літок.
В населеному пункті були поховані 13 осіб, які утримували під радянським контролем місто Бровари від поляків у 1920 році. Приблизно з того часу село перебувало під радянською окупацією.
До революції через цю станцію покидали рідну землю тисячі переселенців на Урал, Далекий Схід, Сибір. Саме через цю станцію з навколишніх сіл було вивезені зернові культури під час геноциду українського народу 1932—1933-х років. У 1941 році, під час окупації села військами Третього Райху, зі станції Бобрик відправлялись ешелони з молоддю на примусові роботи до Німеччини. У радянські часи через неї їхали на Соловки, на будівництво Біломорсько-Балтійського каналу сотні розкуркулених сімей.
Шевченкове — перше село на Броварщині, в якому проведено централізоване водопостачання. Відомо, що тут була станція, де заправляли водою паровози. Першу свердловину облаштували у тодішньому Бобрику ще 1911 року, іншу пробили у 1931—1932 роках. У довоєнний час спорудили дві дерев'яні водонапірні вежі по 60 м³ ємністю кожна. У 1952 році спорудили вже сучаснішу водонапірну вежу ємністю 250 м³.
У радянський період в селі  функціонувала велика МТС, «Заготзерно», «Заготсіно», перевалка «Союзплодовоч». Місцеві мешканці працювали у радгоспі «Бобрицький». У селі були розташовані склади Південно-Західної залізниці; діяли консервний завод, продукцію якого вивозили з України у віддалені регіони Радянського Союзу; тракторна бригада; автобаза; молокозавод; елеватор. Споруджена та діяла вузькоколійка, яка сполучала торфовидобуток на Придесенні із залізничною станцією.
У 1963 році біля станції Бобрик одержали землі для будівництва власних будинків біля 200 переселенців з зони затоплення Київської ГЕС. Це були жителі сіл Старого й Нового Глібова та Окуниніва Чернігівської області.
1 січня 1968 року на станції Бобрик створено сільську раду, яку згодом отримала назву Шевченківська, а село — Шевченкове.
У 1986 році введений в експлуатацію Будинок культури. У Шевченковому діє загальноосвітня середня школа, де нині навчаються понад 400 учнів.
В селі Шевченкове знімався фільм «Штепсель одружує Тарапуньку».
У 1997 році відкрито храм на честь Архістратига Михаїла, що входить до Бориспільської єпархії РПЦ. 21 листопада 2017 року відбулася перша служба в новозбудованому приміщенні храму.
З листопада 2017 року, в ході децентралізації, Шевченківська сільська рада об'єднана з Великодимерською селищною громадою, ставши Шевченківським старостатом.

## Об'єкти соціальної інфраструктури
У селі діє заклад освіти КЗ Шевченківське НВО «ЗЗСО-ЗДО», до його складу входить школа та дитячий садок «Дзвіночок».
У селі є два діючих стадіони — пришкільний та «Локомотив-Арена», функціонує боксерський клуб «Фортеця».

### Стара школа
Перша школа на станції Бобрик почала працювати у 1924 році. Саме тоді в приміщенні експропрійованого будинку поміщика Антона Подосінника було відкрито дитячий садок, а трохи згодом — школу сільської молоді «Колгосп молоді». Через три роки її було реорганізовано в залізничну школу № 34 на станції Бобрик, а в 1960 році об'єднано з Руднянською семирічною школою, яку названо залізничною № 30.
У школі навчалося близько 100 учнів. Навчання було двозмінним. Школу очолював Яків Володимирович Тарахан. Під його керівництвом працювали вчителі Т. П. Дворак, В. Г. Дзюба, М. М. Купиро, О. Г. Дорошенко, Н. М. Пономаренко, М. К. Калюк, Г. Ф. Приходько, Л. І. Христенко. Оскільки школа не могла вмістити всіх дітей, старшокласники навчалися у школах сусідніх сіл: Руднянській та Бобрицькій семирічках, Заворицькій середній школі.
У 1962 році в школі селя Рудня, яка була частиною залізничної № 30, навчалося забагато учнів, тож доводилося працювати в три зміни. Кількість дітей продовжувала зростати. Постало нагальне питання про відкриття школи на станції Бобрик.

### Будівництво нової школи
У 1950-х роках на станції Бобрик був побудований гуртожиток консервного заводу радгоспу «Бобрицький», проте у 1960-х роках було зведено декілька двоповерхових багатоквартирних будинків і працівники переселилися до нових помешкань. Директор радгоспу Кошельний Леонід Іванович, голова Руднянської сільської ради Шевченко Федір Пантелійович та житель села пенсіонер Горбенко Степан Григорович почали клопотати перед районною та обласною радами про переобладнання приміщення гуртожитку у школу. У 1962 році був розроблений проєкт школи і оформлена необхідна документація на добудову школи.
Вже навесні 1963 року почали завозити будівельні матеріали до гуртожитку. 17 червня 1963 року на будівництво школи прийшли перші 27 жителів села. Так силами громадськості почалося будівництво нової школи. Була умовна постанова: «Всім жителям села відпрацювати на будівництві сім днів». У будівництві брали участь також жителі сіл Михайлівка, Тарасівка, Бобрик, Жердова, Рудня. За місяць збудували ліве крило школи.
Постало питання, як назвати нову школу. Оскільки в наступному, 1964 році, мало відзначатися 150-річчя з дня народження Тараса Шевченка, школу вирішено надати назву його іменем. Активну участь у будівництві брали вчителі Руднянської семирічної школи, які хотіли працювати в новій Шевченківській школі — це Клюзко Надія Максимівна, Калюк Марія Кіндратівна, Приходько Галина Федорівна, Христенко Лідія Іванівна, Ясинська Марія Андріївна.
1 вересня 1963 року стало святом для жителів села. Депутат Верховної Ради УРСР Ольга Кусенко урочисто перерізала стрічку і Шевченківська середня школа гостинно відчинила двері для учнів 5–9-х класів. Приміщення нової школи не могло вмістити всіх учнів, тому початкові класи продовжували навчатися в приміщенні старого будинку. Першим директором нової школи став Тарахан Я. В. Школа поступово розбудовувалася. У 1966 році було добудовано праве крило школи зі спортзалом, бібліотекою, навчальними кабінетами. Протягом наступних п'яти років вона була єдиною середньою школою у своєму регіоні, тому у неї навчалися учні з сусідніх сіл Рудня, Бобрик, Тарасівка, Жердова, Підлісся, Захарівка, Вільне. У 1967 році в школі навчалося 672 учня.

## Промисловість
На території села розташовані такі промислові підприємства, як Південно-Західна залізниця, ТОВ «Аграріан фуд Технолоджі продакшин», ТОВ «ПМК», база МТЗ АПК, ПП «Брама», ТОВ «Компанія Полісся» та сільськогосподарські підприємства ТОВ «Іверія-Агро», ТОВ «Бобрик».

## Особистості
- Вильотник Марія Данилівна – колишня вчителька, поетеса, автор збірок «Любов і пам’ять», «Наспівана доля», членкиня Броварського літературно-мистецького об’єднання «КРИНИЦЯ»[3].
- Кононова Олександра Миколаївна — українська біатлоністка, триразова чемпіонка Зимових Паралімпійських ігор 2010, Заслужений майстер спорту України.
- Кудін Анатолій Петрович — доктор фізико-математичних наук, проректор з дистанційної освіти та інноваційних технологій навчання НПУ імені М. П. Драгоманова, професор[3].
- Полька Надія Степанівна — член-кореспондент Академії Медичних Наук України, докторка медичних наук, професорка[3].